# Alice Pataxó
Alice Pataxó (Prado, 7 de junho de 2001) é uma comunicadora e ativista indígena. Ganhou repercussão nacional e internacional ao participar da COP26 em Glasgow, sendo porta-voz da defesa do meio-ambiente e dos direitos indígenas. Foi indicada por Malala Yousafzai para o prêmio "100 mulheres mais inspiradoras e influentes do mundo em 2022" pela BBC.

## Biografia
De origem Pataxó do Sul da Bahia, Alice vem da Aldeia Craveiro no Prado-Bahia (seu nome indígena na sua língua-Patxôhã) é Nuhé, hoje nome do seu canal. 
Discente do Bacharelado Interdisciplinar em Humanidades na Universidade Federal do Sul da Bahia (UFSB) com segundo ciclo para Direito. Alice tem 20 anos, mas já conta com grande destaque no Ativismo e nas mídias com seu trabalho na comunicação. Sua luta no movimento começou aos 14 anos quando ingressou no movimento estudantil organizado no Brasil e aos 15 anos se tornou liderança de sua aldeia. 
Hoje assume uma posição importante na comunicação indígena do país, Jornalista no Projeto Colabora e no Yahoo Notícias ela escreve artigos sobre a vivências, atualidades e descolonização de povos indígenas, ainda participa como colunista do Fontes BR e no blog da Tucum Brasil, Também é integrante das Cunhataí ikhã (Meninas na luta) um projeto da Anaí-Associação Nacional de Ações indigenistas, para meninas indígena de diferentes povos do nordeste para incentivar a fala dessas meninas e a luta pela igualdade de gênero e ao acesso a educação nas aldeias, ainda mais recente se tornou a primeira indigena Embaixadora da  WWF Brasil.

## Prêmios
Recebeu o prêmio "100 mulheres mais inspiradoras e influentes do mundo em 2022" pela BBC, para o qual foi indicada por Malala Yousafzai.